# Judo Vita Club
Le Judo Vita Club est un club de judo basé dans la ville de Kinshasa, fondé en 1976.
Le club participe chaque année à la Lijukin,,,.

## Palmarès

### Palmarès du club
- Championnats de Kinshasa par équipes séniors :
  - Médaille d'or en 2020.

## Personnalités historiques du club

### Comité
- Président :  Christian Monkua Tabene
  - Vice President :

- Secrétaire :  Bili Ilunga
  - Sec. Adjoint :  Aka Finish

- Conseiller :  Archi Malekusa
- Conseiller :  Mboyo Lokoko Ilumbe
- Conseiller :  Azina Mbidi
- Conseiller :  Eric Fuamba
- Conseiller :  Eddy Modilo
- Conseiller :  Passy Nkoy

### Présidents
- 2014 :  Denis Kambayi
- 2020 :  Armand Mutombo
- 2021-2023 :  Grâce Bakandi
- 2023- :  Christian Monkua

### Entraîneurs
- 2014 :  Guerre

### Athlètes
- -66 kg :  Dix Kilos
- -73 kg :  Machine
- -81 kg :  Rech
- -90 kg :  Makonzo
- +90 kg :  Moletena